# Album de studio
Un album de studio este o colecție originală a pieselor noi ale unui cântăreț. De obicei nu conține înregistrări din concerte sau remix-uri, dar dacă le conține, ele sunt considerate „piese adiționale”. Alte tipuri de albume sunt albumele live, EP-urile și compilațiile.